# Emil Bruns
Emil Bruns, nach 1950 auch Emilio Bruns, (* 14. August 1915 in Hamburg; † 10. Mai 1997) war ein deutscher Unternehmer, der 1946 in einem der Curiohaus-Prozesse wegen Misshandlung von Zwangsarbeiterinnen zu einer Haftstrafe verurteilt wurde. Später stieg der von ihm geführte Betrieb zu einem der bedeutendsten Bauunternehmen Deutschlands auf.

## Leben
Über das Elternhaus und die Schulbildung des Emil Bruns ist nichts bekannt. Er war gelernter Kaufmann, der wegen eines Unfalls vom Militärdienst befreit war. Angeblich trat er 1934 in die NSDAP ein; sein Mitgesellschafter war bereits 1932 in die Partei eingetreten.

### Unternehmen im Krieg
Im Jahre 1939 gründete er mit dem Garten- und Landschaftsgestalter Wilhelm Kowahl ein Unternehmen namens Kowahl & Bruns, das im Zweiten Weltkrieg mit der Tarnung von militärischen Flughäfen beschäftigt war, aber darüber hinaus für die Organisation Todt mit dem Bau von Befestigungsanlagen beauftragt wurde. Bald gab es Niederlassungen in Paris und Lille; ein Tochterunternehmen wurde im Bezirk Bialystok tätig. 1944 hatte die Firma rund 2000 Beschäftigte, neben einhundert fest angestellten Deutschen waren hauptsächlich Zwangsarbeiter tätig.
Da der Mitgesellschafter Kowahl bereits zu Beginn des Krieges eingezogen worden war und ab 1943 vermisst wurde, trug Bruns die Verantwortung für die Geschäftsführung faktisch allein. In Hamburg wurde das Unternehmen ab 1943 bei der Trümmerräumung, dem Wiederaufbau und der Montage von Betonfertigteilen für eine Plattenhaussiedlung eingesetzt, die von gefangenen jüdischen Frauen aus dem KZ-Außenlager Hamburg-Sasel errichtet wurde. Als zusätzliche Einnahmequelle betrieb das Unternehmen
vier eigens errichtete Gemeinschaftslager, in denen Zwangsarbeiter diverser Hamburger Firmen untergebracht wurden. Überreste eines dieser Zwangsarbeiterlager dienen heute als Informationszentrum NS-Zwangsarbeit.

### Anklage und Prozess
1946 stand Bruns in einem der Curio-Haus-Prozesse vor einem britischen Militärgericht. Er wurde beschuldigt, polnisch-jüdische Zwangsarbeiterinnen geschlagen und getreten zu haben.
Bruns beteuerte seine Unschuld und behauptete, die Anschuldigungen seien erlogen. Im sogenannten Sasel-Case Prozess gegen Verantwortliche des KZ-Außenlagers Hamburg-Sasel wurde Bruns am 10. Juni 1946 zu drei Jahren Haft verurteilt. Diese Strafe wurde im September 1946 auf zwei Jahre reduziert.

### Unternehmerische Erfolge
Seine Strafe verbüßte Bruns vollständig in der Justizvollzugsanstalt Fuhlsbüttel; von dort aus konnte er wesentliche Entscheidungen über sein Unternehmen mitbestimmen. Schon vor seiner Verhaftung hatte er 75.000 Reichsmark als stiller Teilhaber in eine Offene Handelsgesellschaft (OHG) investiert. Im Jahre 1951 wurde Bruns Alleininhaber der Firma, die nunmehr die Bezeichnung Hoch- und Tiefbau trug.
In den 1950er Jahren war das Bauunternehmen überwiegend in Norddeutschland tätig und beschäftigte bis zu 1100 Arbeiter und Angestellte. Später erwarb Bruns Beteiligungen an Reedereien und investierte in Spanien und in der Karibik. In zweiter Ehe heiratete Emil Bruns eine Brasilianerin und nannte sich fortan Emilio Bruns . Er stieg in den 1960er Jahren zu „einem der bedeutendsten Bauunternehmer Deutschlands“ auf.
In den 1960er Jahren lernte er den Bauunternehmer und Vorsitzenden der Frankfurter Jüdischen Gemeinde Ignatz Bubis kennen, der ihn ermutigte, in den Tourismus in Israel zu investieren. Als herausragendstes Projekt wurde 1976 das Sheraton in Tel Aviv fertiggestellt, das Emilio Bruns zeitweilig auch als Geschäftsführer leitete.

### Privates
In dritter Ehe heiratete Bruns 1977 die gebürtige Israelin Daniela Cohen, die damals die brasilianische Staatsangehörigkeit hatte. 1983 wanderte die Familie nach Kanada aus und nahm den Hauptwohnsitz in Toronto. Weitere Wohnorte hatte er in Deutschland, der Schweiz und Israel inne.
Bruns starb am 10. Mai 1997. Sein Leichnam wurde nach Trittau überführt und unter dem Namen Emilio Bruns im Familiengrab beigesetzt.